# 杜马·索德诺姆
杜马·索德诺姆（1933年7月14日— ）蒙古族，蒙古东戈壁省奥尔根县人，蒙古政治人物，1984年至1990年担任蒙古人民共和国部长会议主席。

## 生平
1933年7月14日，索德诺姆生于蒙古东戈壁省奥尔根县。他第一次上学是在肯特省的巴彦蒙赫县，然后从1946年至1950年在乌兰巴托的金融和经济技术学院学习。他在财政部担任会计师四年，并在1954年加入蒙古人民革命党，此后从1954年至1958年在伊尔库茨克财经高等学校学习经济学。
此后，索德诺姆继续在财政部任职，1963年成为财政部部长，任至1969年。从1969年到1972年，他担任国家计委第一副主席，并于1972年晋升为主席。 1974年，他被任命为部长会议副主席。
在尤睦佳·泽登巴尔被赶下大人民呼拉尔主席团主席的位子后，索德诺姆的政治盟友姜巴·巴特蒙赫接任主席团主席，1984年12月12日，索德诺姆被任命为部长会议主席，并当选为蒙古人民革命党中央政治局委员。索德诺姆任这两个职务直到1990年3月21日蒙古人民革命党中央政治局和政府因反政府示威而辞职。
此后，1990年至2001年，索德诺姆担任蒙古嘎兹尔陶什（Mongolian Gazryn Tos）石油公司董事。1992年，被任命为总理彭查格·扎斯莱的助手。

## 荣誉

### 外国勋章奖章
- 旭日大绶章（日本，2005年公布[2]）